# 太仁鎬
太仁鎬（韓語：태인호，1980年5月2日—），韓國男演員。

## 影視作品

### 電視劇
- 2013年：KBS《劍與花》
- 2014年：tvN《未生》飾演 成俊植
- 2015年：tvN《一起吃飯吧2》飾演 李柱昇
- 2015年：KBS《記得你》飾演 楊承勳
- 2016年：JTBC《安托萬夫人》飾演 姜泰華
- 2016年：KBS《太陽的後裔》飾演 韓錫元
- 2016年：tvN《The Good Wife》飾演 吳柱煥
- 2016年：SBS《浪漫醫生金師傅》飾演 文泰浩（特別出演）
- 2017年：JTBC《Man to Man》飾演 徐基哲
- 2017年：tvN 《秘密森林》飾演 報社社長（特別出演）
- 2017年：JTBC《只是相愛的關係》飾演 鄭宥卓
- 2017年：JTBC《韓汝凜的回憶》飾演 吳濟勳
- 2018年：JTBC《加油吧威基基》飾演 金在宇（客串）
- 2018年：tvN《想暫停的瞬間：About Time》飾演 朴成彬
- 2018年：JTBC《Life》飾演 鮮于昌
- 2019年：KBS《各位國民》飾演 韓尚鎮
- 2019年：tvN《Black Dog》飾演 金英河
- 2020年：KBS《靈魂維修工》飾演 印東赫
- 2020年：JTBC《雙甲路邊攤》飾演 姜仁浩
- 2020年：SBS 《The King：永遠的君主》飾演 崔敏憲
- 2020年：tvN 《秘密森林2》飾演 金秉賢
- 2021年：JTBC《Sisyphus: the myth》飾演 金勝福
- 2021年：JTBC《月刊家》飾演 金東植（特別出演）
- 2021年：tvN《Hometown》飾演 孫至勝
- 2021年：KBS2《學校2021》飾演 金武京 (特別出演)
- 2022年：tvN 《Ghost Doctor》飾演 韓勝元
- 2022年：KBS2《瘋狂愛上你》飾演 李大碩（特別出演）
- 2022年：Disney+《第六感之吻》飾演 吳承澤
- 2022年：JTBC《The Empire：法之帝國》饰演 南秀赫
- 2022年：MBC《以一當百執事》飾演 林日燮

### 電影
- 2004年：《下流人生》
- 2009年：《手機》
- 2009年：《海雲臺》
- 2010年：《我的美女老爸》
- 2010年：《婚紗》
- 2010年：《素食主義者》
- 2011年：《Children...》
- 2011年：《完美遊戲》
- 2012年：《舞后》
- 2013年：《新世界》
- 2013年：《戀愛的溫度》
- 2014年：《國際市場》
- 2015年：《環遊世界》
- 2015年：《獨家報導：良辰殺人記》
- 2016年：《古山子，大東輿地圖》
- 2017年：《VIP》
- 2019年：《陪審員們（朝鲜语：배심원들）》飾演 主審法官
- 2019年：《家庭事務（朝鲜语：니나 내나）》飾演 慶煥
- 2019年：《零下的风（朝鲜语：영하의 바람）》饰演 BAR社长（友情出演）
- 2019年：《乐园之夜（朝鲜语：낙원의 밤）》饰演 警察
- 2021年：《天使是病毒（朝鲜语：천사는 바이러스）》饰演 警察
- 2021年：《泰壹》饰演 吴警官
- 2022年：《交易完了》饰演 宋锡鎬
- 2023年：《Count》饰演 宋熙哲

## 外部連結
- NAVER （页面存档备份，存于）